# Неоведантизм
Неоведанти́зм — название возникшего на рубеже XIX—XX веков внутри индуизма течения, целью которого было переосмысление и приближение к важным задачам индийского общества идей веданты. Одно из направлений неоиндуизма.
Среди ярких представителей неоведантизма — такие крупные религиозные и общественные деятели, как Рамакришна, Вивекананда, Шри Ауробиндо и Радхакришнан. Согласно определению индолога Сергея Пахомова, неоведанта включает в себя неоадвайту-веданту, теистические веданты (кришнаизм) и «универсальные» веданты (Рамакришна, Сатья Саи Баба).
Вивекананда различал внутри религии философию (сущность религии), мифологию (легендарные жизнеописания) и обрядность. При этом целью религии и всего человечества является знание-джняна, но оно обретается при помощи правильного метода (йога) и правильного действия (кармы). У разных категорий людей может быть разное правильное действие. Непременным условием правильного действия является любовь бхакти, но эта любовь должна быть направлена к иному миру, ибо этот мир есть иллюзия-майя. По отношению к другим религиям признаются на равных Будда и Христос, а вот ислам критикуется за жестокость, фанатизм и призывы убивать неверных.
В йоге неоведантизм Вивекананды традиционно включает мысли 8 ступеней, однако первые две относятся к нравственности, которая сводится к милосерднию в отношении всех живых существ. Асаны и пранаяма сообщают здоровье, которое, впрочем, не является самоцелью (Вивекананда замечает, что баньян живёт долго, но остается деревом).
Отрицая дуализм на философском уровне, Вивекананда признает двойственность физического мира, который состоит из первоматерии акаша и силы прана.